# París-Roubaix 1927

Georges Ronsse y Charles Pelissier en la cima de Doullens, durante el París-Roubaix de 1927.

La 28.ª París-Roubaix tuvo lugar el 17 de abril de 1927 y fue ganada por el belga Georges Ronsse, quien batió al sprint a Joseph Curtel.

## Recorrido
La salida de esta edición tuvo lugar en Vésinet. La carrera pasó por Pontoise, Méru, Beauvais, Breteuil, Amiens, Doullens, Arras, Hénin-Beaumont y Seclin. La llegada se situó en la Avenida de Villas, en Roubaix.

## Reglamento de la carrera
El reglamento de la carrera de la París-Roubaix se modificó en 1927. Los «independientes» no pueden participar, sólo los corredores que se encuentren bajo patrocinio de los constructores de bicicletas se podían inscribir.

## Desarrollo
Esta París-Roubaix se disputó con la ausencia de Henri Pélissier, Ottavio Bottecchia y de Henri Suter, siendo 128 los corredores que tomaron la salida. Las primeras horas fueron poco animadas, de hecho una centena de corredores pasaron en grupo por Amiens. Charles Pélissier y Georges Ronsse se escaparon en la cima de Doullens. Son atrapados 26 kilómetros más tarde en Beaumetz-les-Loges por un pelotón encabezado por Gaston Rebry.
Ronsse se escapó de nuevo antes de Arras. No puede distanciar suficientemente a sus perseguidores y se dejó coger por una veintena de corredores donde se encontraban Charles Pélissier, Julien Vervaecke y Gaston Rebry. Un grupo de 16 llegaron a la meta en la avenida de Villas. Finalmente la victoria se disputó al sprint donde Georges Ronsse, batió a Joseph Curtel.
Georges Ronsse pasó a profesional el año anterior y fue la revelación de esta carrera. 

## Clasificación final
|    | Ciclista          | Equipo         | Tiempo          |
| -- | ----------------- | -------------- | --------------- |
| 1  | Georges Ronsse    | Automoto       | 8 h 32 min 20 s |
| 2  | Joseph Curtel     | Peugeot        | m.t.            |
| 3  | Charles Pélissier | Dilecta-Wolber | m.t.            |
| 4  | Julien Delbecque  | Alcyon-Dunlop  | m.t.            |
| 5  | Adelin Benoit     | Alcyon-Dunlop  | m.t.            |
| 6  | Romain Bellenger  | Meteore        | m.t.            |
| 7  | René Hamel        | Thomann        | m.t.            |
| 8  | André Verbist     | JB Louvet      | m.t.            |
| 9  | Leopold Matton    | Armor          | m.t.            |
| 10 | Alexandre Maes    | Peugeot        | m.t.            |